# 지리하마촌
지리하마촌(千里浜村)은 이시카와현 하쿠이군에 설치되었던 촌이다. 현재의 하쿠이시에 해당한다.